# 基安尼
基安尼（義大利語：Chianni）是意大利比萨省的一个市镇。总面积62.02平方公里，人口1531人，人口密度24.7人/平方公里（2009年）。ISTAT代码为050012。